# Leucemia mieloblástica aguda
A leucemia mieloblástica aguda é um cancro nos percursores mielóides dos leucócitos. A idade média dos pacientes ronda os 70 anos. É rara nas crianças.
As leucemias mielóides são caracterizadas como "agudas" ou "crónicas" dependendo da rapidez do seu progresso quando não tratadas. A leucemia mielóide crónica (CML) muitas vezes não apresenta sintomas, podendo permanecer dormente durante anos até se transformar numa crise blástica, muito semelhante à AML (leucemia mielóide aguda).

## Patofisiologia
Verificam-se anomalias cromossomáticas específicas em doentes com algumas formas de AML. Estas anomalias cromossomáticas tendem a desfazer os genes necessários à codificação das células estaminares para que estas se possam diferenciar nos componentes específicos do sangue. Sem diferenciação, estas células precursoras mielóides preenchem a medula óssea e são derramadas no sangue. A sobrepopulação da medula óssea com precursores mielóides também resulta na supressão da medula normal células estaminais, e ao aparecimento de sintomas de anemia (carência de eritrócitos), trombocitopenia (carência de plaquetas) e neutropenia (carência de neutrófilos).